# 繼格
繼格（1827年—?），字续庄，号述堂，马佳氏，正白旗满洲人，清朝官员。
咸丰辛亥科举人，二年壬子科二甲进士出身。先后任户部主事、员外郎、翰林院侍讲学士、侍读学士、日讲起居注官。同治四年授詹事；五年任大理寺卿、都察院满左副都御史；七年任会试副考官；十一年授盛京兵部侍郎；光绪四年授刑部左侍郎、镶蓝旗蒙古副都统；五年授仓场侍郎；九年任热河都统；十年授广州将军。